# Tube de caméra

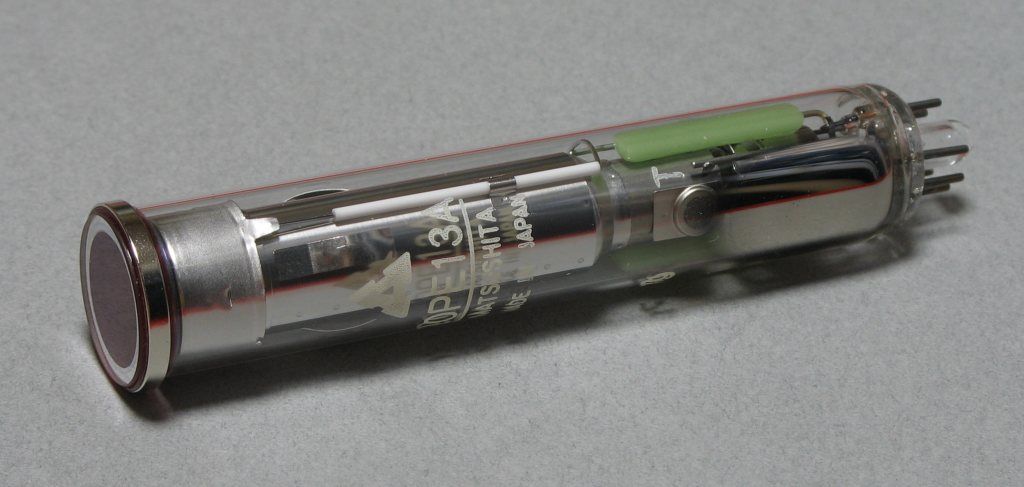
Tube vidicon (2/3 pouce de diamètre).

Un tube de capture, ou tube de prise de vue était un type de tube cathodique utilisé pour capter les images télévisées avant l'introduction des dispositifs à transfert de charges (CCD) dans les années 1980. Plusieurs types de tubes ont été utilisés entre les années 1930 et 1980.
Plusieurs technologies se sont succédé mais dans tous les cas, le principe de fonctionnement est l'inverse de celui des écrans à tube cathodique. Le faisceau d'électrons (rayon cathodique) balaye la surface sur laquelle se forme l'image de la scène à travers l'objectif. Un courant résultant dépend de l'éclairement reçu par la zone ciblée ce qui permet d'élaborer un signal vidéo.

## Principe de fonctionnement

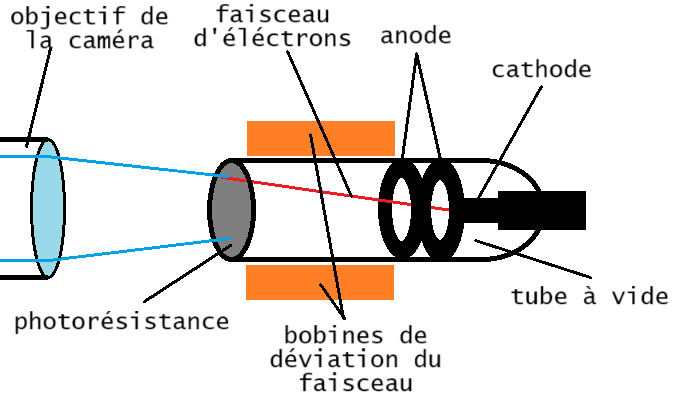
schéma réalisé par moi-même d'un tube vidéo

Le tube cathodique de caméra fonctionne presque exactement de la même façon qu'un écran de TV ou d'ordinateur.
Comme le montre le petit schéma que j'ai dessiné, une cathode projette des électrons sur une surface photorésistante, sur laquelle est projetée une image mise au point par une lentille dans un tube à vide.
On fait donc circuler un courant entre une cathode et un écran.
Pour avoir une image complète, le faisceau d'électrons va être dévié avec les bobines pour balayer toute la surface photorésistante avec l'image dessus. Selon la luminance de chaque point balayé par le faisceau, la résistance va changer.
Le courant circulant entre la cathode et la photorésistance forme donc un signal vidéo.
Une des techniques pour obtenir de la couleur est de disposer trois tubes avec des filtres de couleurs (comme pour les caméras technicolor) et de combiner les trois images.